# Ruperto Chapí
Ruperto Chapí y Lorente (27. března 1851 Villena, provincie Alicante – 25. března 1909 Madrid) byl španělský hudební skladatel, zejména zarzuel.

## Život
Narodil se do hudební rodiny. Spolu se svými bratry studoval hudbu od dětství. Učil se hře na pikolu a na kornet a v devíti letech už hrál v místním orchestru. V patnácti letech orchestr dirigoval a napsal svou první zarzuelu La estrella del bosque. O rok později začal studovat na madridské konzervatoři, kde jeho učiteli byli Miguel Galiana a Emilio Arrieta.
Živil se hraním na kornet v různých divadelních orchestrech. První zarzuelou provedenou v Madridu byla zarzuela Abel y Caín. Hrála se v roce 1871 v divadle Teatro Circe de Price, kde hrál v orchestru jeho budoucí velký rival Tomás Bretón.
V roce 1872 získal první cenu za kompozici a s pomocí svého učitele Arriety získal i objednávku na operu pro Teatro Real. V roce 1874 se tam tak hrála jeho opera Las naves de Cortés. Na jejím základě obdržel stipendium ke studiu na pařížské konzervatoři. Po kratším pobytu v Římě se Chapí vrátil do Madridu a v roce 1878 měla v Teatro Real premiéru jeho další opera La hija de Jefté. Počínaje rokem 1880 se prakticky zcela soustředil na kompozici zarzuel, které mu přinesly velký úspěch. Složil však ještě několik oper a věnoval se i symfonické a komorní hudbě.
V roce 1889 odmítl členství v Akademii krásných umění (Academia de Bellas Artes), částečně pro její laxní postojů k obhajobě práv umělců. Proto také v roce 1899 založil sdružení autorů Sociedad de Autores, které se této otázce zvláště věnovalo. V závěru svého života byl vážně nemocný a zemřel krátce po premiéře své poslední opery Margarita la tornera v Teatro Real.

## Dílo

### Zarzuely
- 1863 — Estrella del bosque
- 1868 — Doble engaño
- 1871 — Abel y Caín
- 1872 — Vasco Núñez de Balboa
- 1880 — Música clásica
- 1880 — La calandria
- 1880 — Adiós Madrid
- 1880 — Madrid y sus afueras
- 1881 — La serenata
- 1881 — Las dos huérfanas
- 1881 — La calle de Carretas
- 1881 — El hijo de la nieve
- 1881 — Nada entre dos platos
- 1882 — La tempestad
- 1884 — El milagro de la Virgen
- 1884 — La flor de lis
- 1885 — Término medio

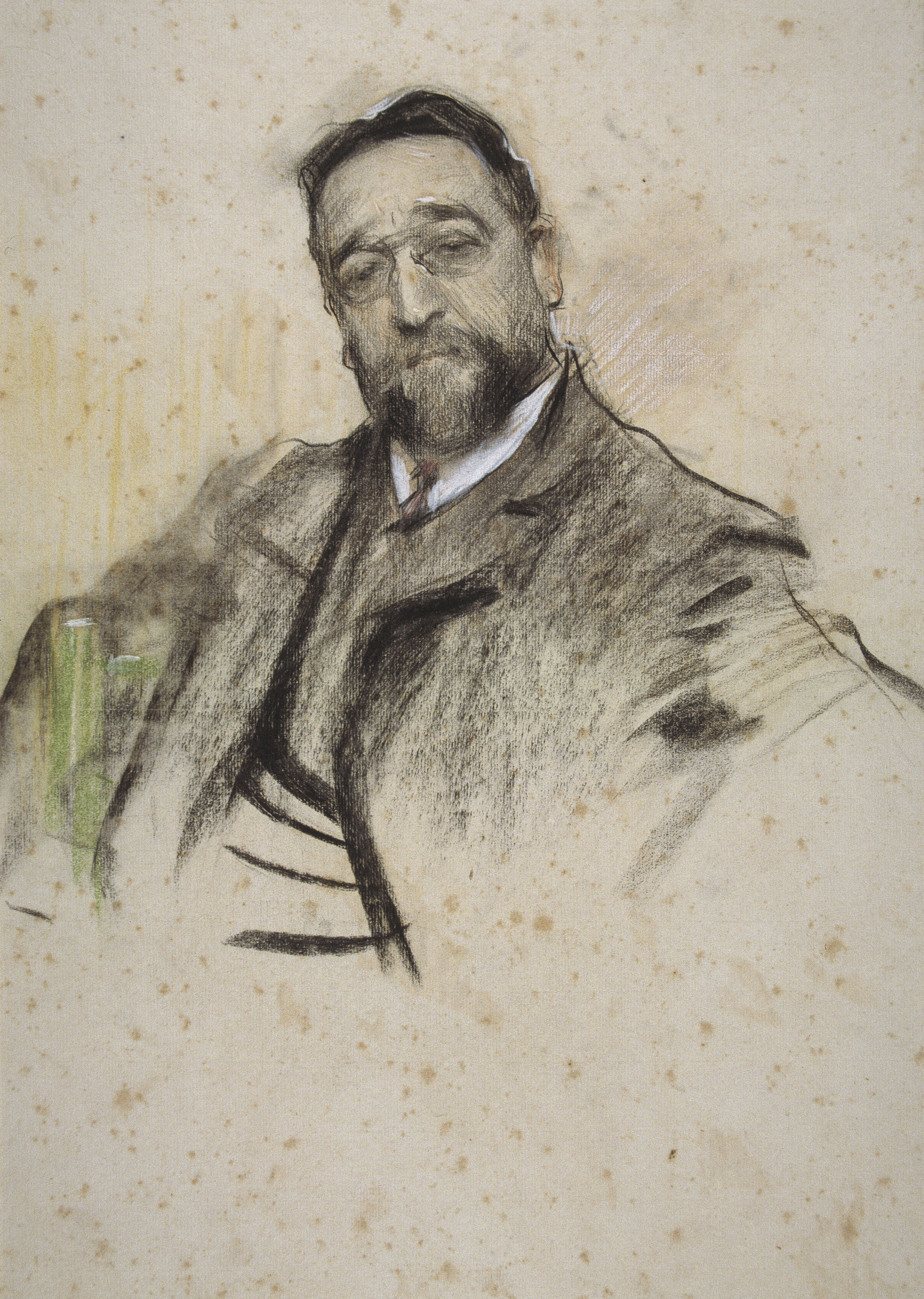
Portrét akladatel od Ramóna Casase

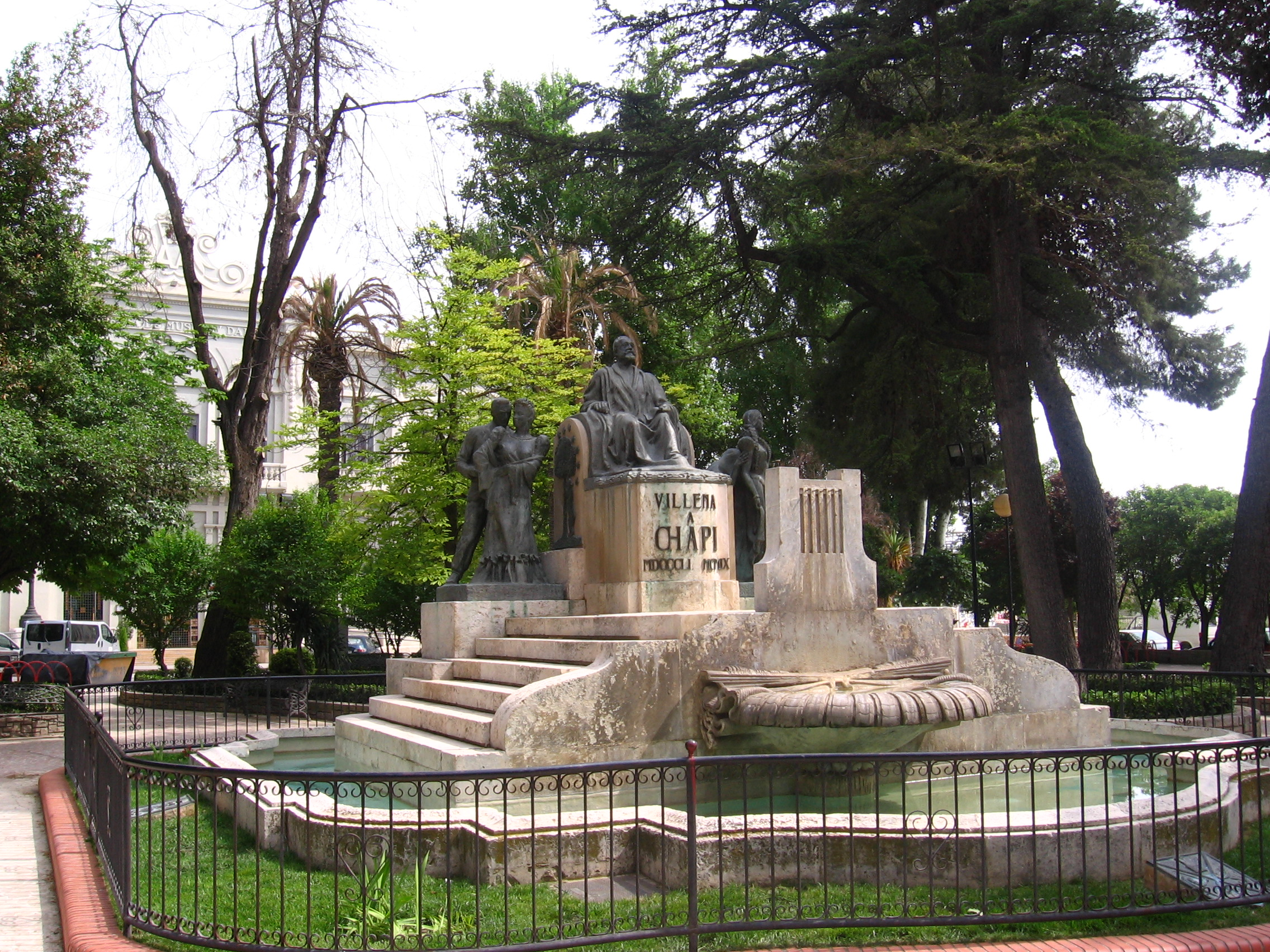
Pomník skladatele ve Villeně

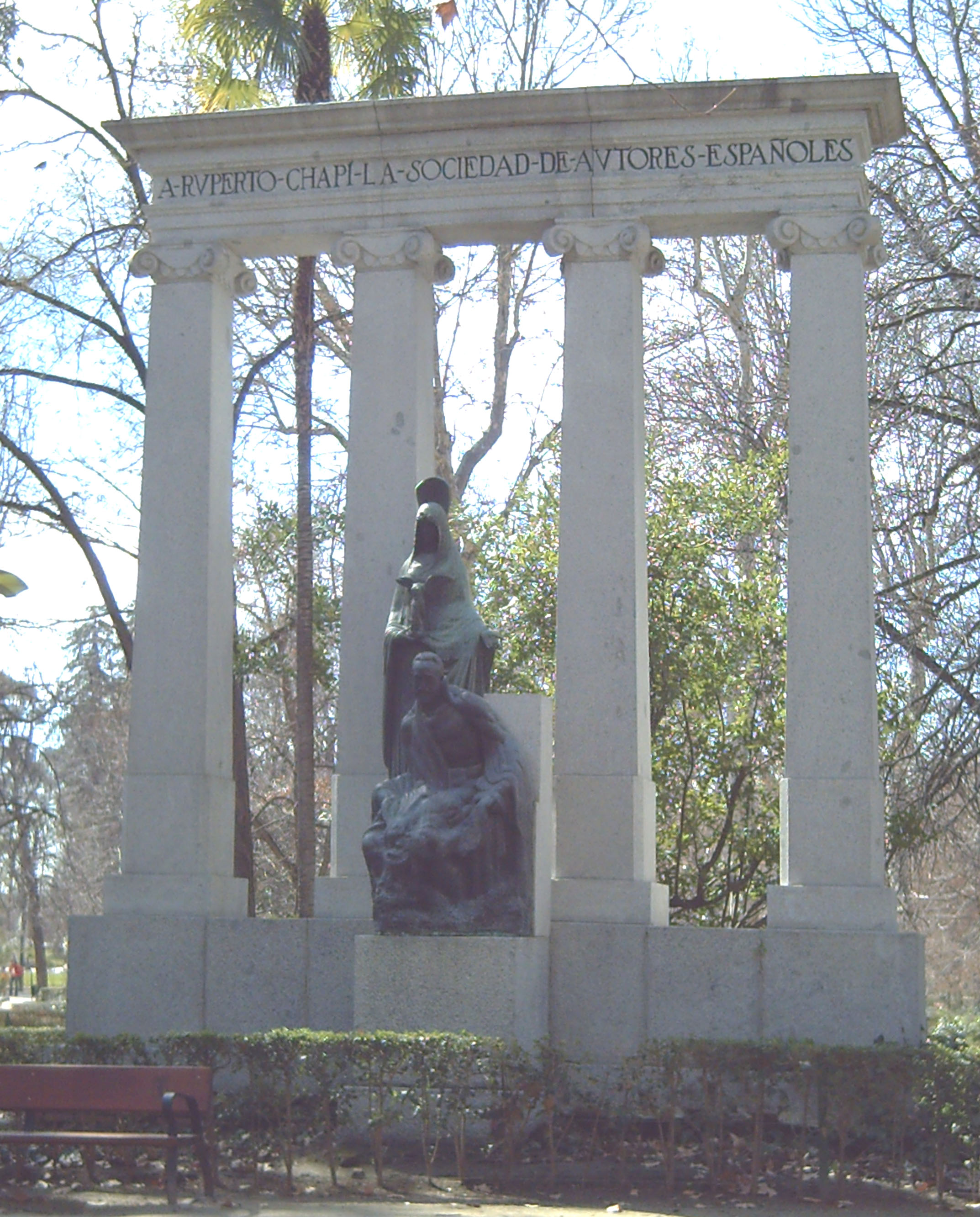
Pomník skladatele v Madridu

- 1885 — El guerrillero (spolupráce Manuel Fernández Caballero a Emilio Arrieta)
- 1885 — El país del abanico
- 1885 — Los quintos de mi pueblo
- 1885 — ¡Ya pican, ya pican!
- 1886 — El domingo gordo o Las tres damas curiosas
- 1887 — El figón de las desdichas
- 1887 — Juan Matías el barbero
- 1887 — Los lobos marinos
- 1887 — La bruja
- 1887 — El fantasma de los aires
- 1888 — Ortografía
- 1889 — La flor del trigo
- 1889 — Las hijas del Zebedeo
- 1889 — El cocodrilo
- 1889 — A casarse tocan o La misa á grande orquesta
- 1889 — El país de los insectos
- 1890 — Los alojados
- 1890 — La leyenda del monje
- 1890 — Las doce y media y sereno
- 1890 — Las tentaciones de San Antonio
- 1890 — Nocturno
- 1890 — Los nuestros
- 1890 — Pan de flor
- 1890 — Todo por ella
- 1890 — Para hombres solos
- 1891 — El rey que rabió
- 1891 — El mismo demonio
- 1892 — El organista
- 1892 — Los calaveras
- 1892 — Las campanadas
- 1892 — La czarina
- 1892 — La raposa
- 1893 — Los mostenses
- 1893 — Vía libre
- 1893 — El reclamo
- 1894 — El tambor de granaderos
- 1894 — El duque de Gandia (spolupráce Antonino Llanos)
- 1894 — El moro Muza
- 1895 — Mujer y reina
- 1895 — El cura del regimiento
- 1895 — El señor corregidor
- 1896 — Las bravías
- 1896 — El bajo de arriba
- 1896 — Los golfos
- 1896 — Los guerrilleros
- 1896 — Las Peluconas
- 1896 — Viva el Rey
- 1896 — El Cortejo de la Irene
- 1897 — La Revoltosa
- 1897 — Los Charlatanes
- 1897 — La niña del estanquero
- 1897 — El Sí natural
- 1897 — La piel del diablo
- 1898 — Los hijos del batallón
- 1898 — Pepe Gallardo
- 1898 — La chavala
- 1898 — Curro Vargas (podle románu El niño de la bola Pedra Antonia de Alarcón)
- 1898 — El beso de la duquesa
- 1898 — El hijo del batallón
- 1899 — La cara de Dios
- 1899 — El baile del casino
- 1899 — Los buenos mozos
- 1899 — El fonógrafo ambulante
- 1899 — Señá Frasquita
- 1900 — La cortijera
- 1900 — Al galope de los siglos
- 1900 — El barquillero
- 1900 — Aprieta constipado (spolupráce Arturo Saco del Valle)
- 1900 — El gatito negro
- 1900 — María de los Ángeles
- 1900 — El estreno
- 1901 — Quo Vadis
- 1901 — Blasones y talegas
- 1902 — El puñao de rosas
- 1902 — Don Juan de Austria
- 1902 — La venta de Don Quijote
- 1902 — Abanicos y panderetas o ¡A Sevilla en el botijo!
- 1902 — El sombreo de plumas
- 1902 — El tío Juan (spolupráce Enrique Morera)
- 1902 — Cuadros vivos
- 1903 — La chica del maestro
- 1903 — La cruz del abuelo
- 1903 — El rey mago
- 1903 — Man'zelle Margot (spolupráce Joaquín Valverde Sanjuán)
- 1904 — Juan Francisco
- 1904 — La cuna
- 1904 — La polka de los pájaros
- 1904 — La puñalada
- 1904 — La tragedia de Pierrot
- 1905 — Guardia de honor
- 1905 — La sobresalienta
- 1905 — ¡Angelitos al cielo!
- 1905 — Las calabazas
- 1905 — El cisne de Lohengrin
- 1905 — Miss Full
- 1905 — La leyenda dorada
- 1905 — La peseta enferma
- 1905 — La reina
- 1905 — El seductor
- 1905 — El amor en solfa
- 1906 — La pesadilla
- 1906 — El alma del pueblo
- 1906 — El triunfo de Venus
- 1906 — Los contrahechos
- 1906 — El maldito dinero
- 1906 — El rey del petróleo
- 1906 — La fragua de Vulcano
- 1907 — La patria chica
- 1907 — Los bárbaros del Norte
- 1907 — Ninón
- 1907 — La Puerta del Sol
- 1907 — Los veteranos
- 1907 — El príncipe Kuroki
- 1908 — La eterna revista (spolupráce Gerónimo Giménez
- 1908 — Aquí hase farta un hombre
- 1908 — La carabina de Ambrosio
- 1908 — La dama roja
- 1908 — El diablo con faldas
- 1908 — Las mil maravillas
- 1908 — El merendero de la alegría o Sábado blanco
- 1908 — Entre rocas
- 1909 — Donde hay faldas hay jaleo
- 1909 — El pino del norte
- 1909 — Los majos de plante
- Clavito
- Diversiones infantiles ( spolupráce Tomás Bretón a Gerónimo Giménez)
- El dúo de la africana
- La joroba
- La magia de la vida

### Opery
- 1874 — Las naves de Cortés
- 1876 — La muerte de Garcilaso
- 1878 — La hija de Jefté
- 1878 — Roger de Flor
- 1881 — La serenata
- 1902 — CirceÓpera
- 1909 — Margarita la Tornera

### Chrámová hudba
- 1876 — Motet a seis voces
- 1880 — Los Ángeles (oratorium)

### Orchestrální hudba
- 1876 — Escenas de capa y espada, symfonická báseň
- 1879 — Fantasía morisca
- 1879 — Polaca de concierto
- 1880 — Sinfonía en Re menor
- 1891 — Los gnomos de la Alhambra
- Carceleras de «Las hijas del Zebedeo»
- Fantasía «La revoltosa»"
- Preludio «El tambor de granaderos»
- Preludio e selección «La bruja»
- Fantasía «El rey que rabió»
- Fantasía «La corte de Granada»
- Selección de «La corte de Granada»
- Selección de «La patria chica»

### Komorní hudba
- 1876 — Trío, para violín, cello y piano
- 1903 — Cuarteto de cuerda nº 1, en Sol mayor
- 1904 — Cuarteto de cuerda nº 2 en Fa mayor
- 1905 — Cuarteto de cuerda nº 3 en Re mayor
- 1907 — Cuarteto de cuerda nº 4 en Si bemol menor